# Vasto
Vasto est une ville italienne et commune de la province de Chieti dans la région des Abruzzes.
Ses origines remontent au XIIe siècle av. J.-C., avec les premières populations grecques et notamment les Frentans qui s'installent dans la région. En 91 av. J.-C., cette localité devient municipe d'Histonium et donc une importante cité portuaire de l'Adriatique. Elle restera ainsi jusqu'à sa destruction par les Lombards au Moyen Âge.
Elle sera reconstruite dotée d'une citadelle durant la Signoria des Caldora. Par la suite, elle devient une localité assez importante sous domination espagnole en accueillant la demeure de la famille D'Avalos. Le royaume passant sous la domination autrichienne, à la suite de la guerre de Succession d'Espagne, Vasto est élevée au rang de ville en 1710. À la fin du XVIIIe siècle, la Repubblica Vastese est proclamée parallèlement à la République Parthénopéenne. Au XIXe siècle, la ville connaît une période de croissance politique, socio-économique et culturelle assez importante. En effet, de nombreux personnages importants du monde artistique et littéraire, originaires de cette ville, se font connaître.  
La vieille ville a gardé beaucoup de cachet, et a su se développer avec la marina sur la côte.

## Histoire

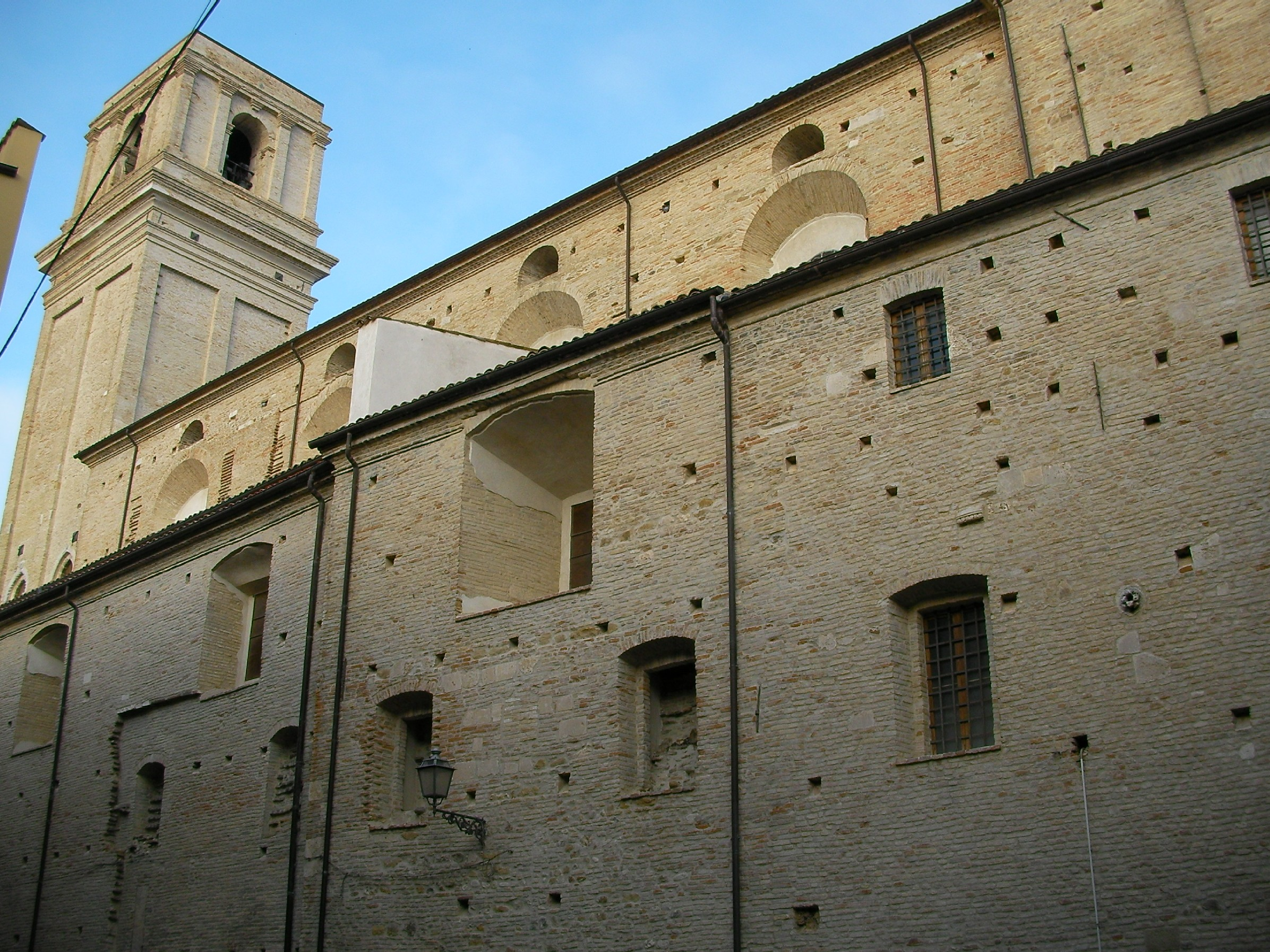
Santa Maria Maggiore.

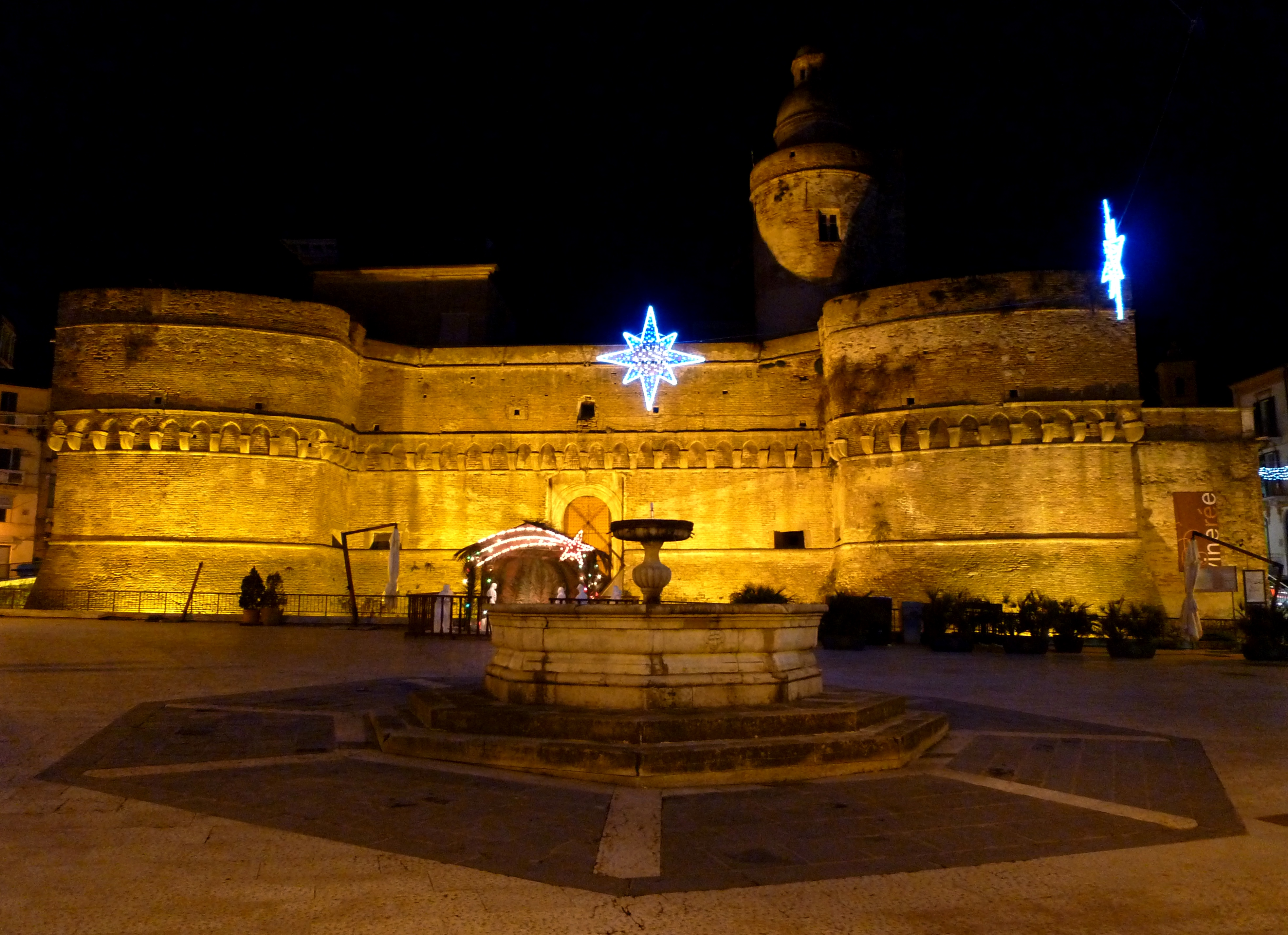
Castello Caldoresco.

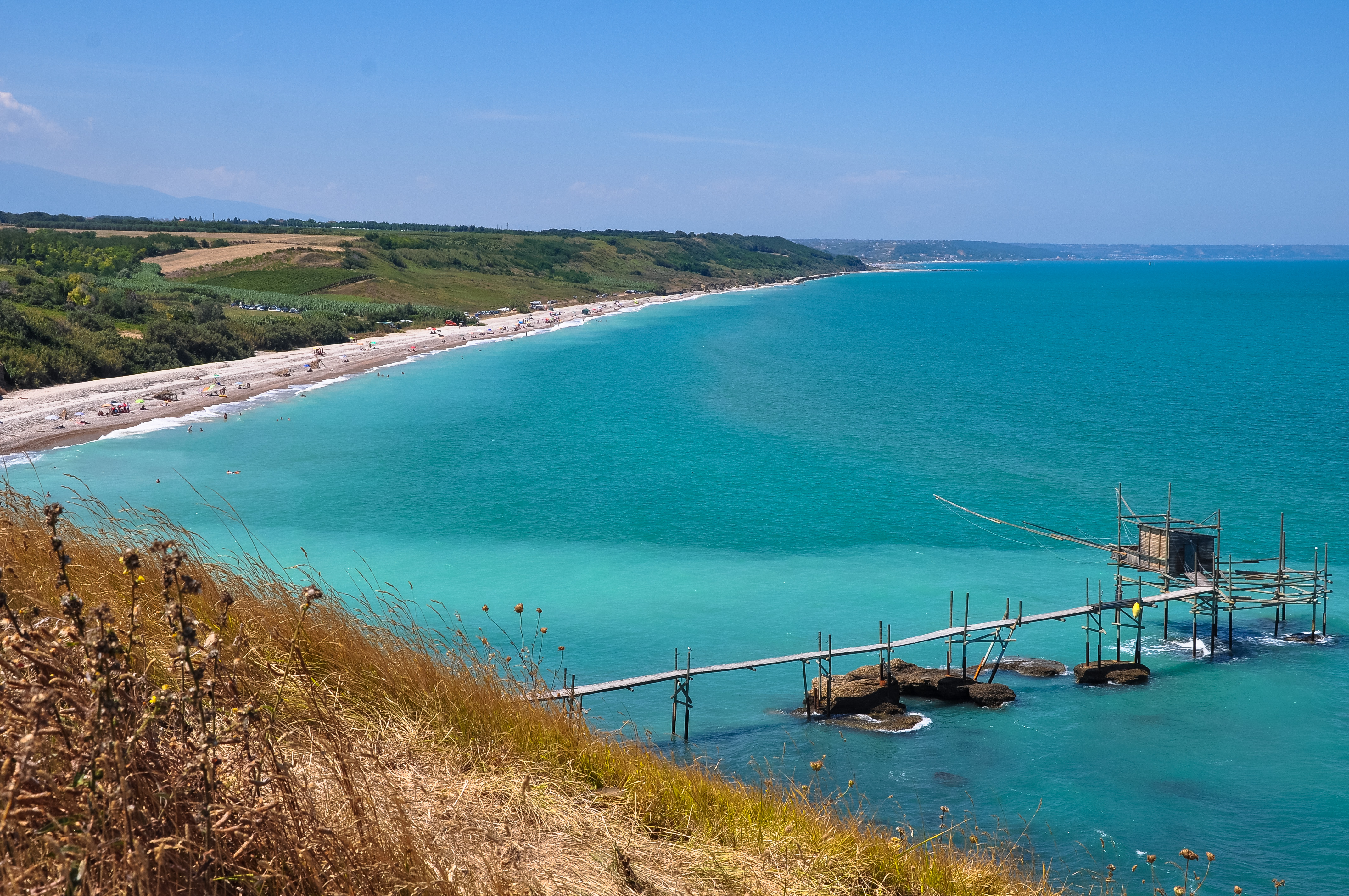
Punta Aderci.

La légende antique veut que la ville ait été nommée Histon par Diomède et qu'elle ait été autrefois habitée par des tribus originaires de Dalmatie. En réalité, avant la domination romaine, la région était occupée par les Frentans et les Samnites, tribus qui étaient régulièrement en contact avec les colonies grecques du reste de l'Italie du Sud mais aussi de Sicile.
Au Moyen Âge après la chute de l'Empire romain d'Occident, la ville passa successivement sous domination ostrogothe, byzantine et lombarde avant de rejoindre le royaume de Sicile (puis de Naples et ensuite des Deux-Siciles) jusqu’à l'unification italienne.
C'est de cette ville que le marquis du Guast tire son nom.

## Administration
| Période                                  | Période | Identité | Étiquette | Qualité |
| ---------------------------------------- | ------- | -------- | --------- | ------- |
|                                          |         |          |           |         |
| Les données manquantes sont à compléter. |         |          |           |         |

### Hameaux
Sant'Antonio, Incoronata, Lebba, Pagliarelli, Vasto Marina, San Biagio

### Communes limitrophes
Casalbordino, Cupello, Monteodorisio, Pollutri, San Salvo

## Personnalités
- Nicola Palizzi (1820-1870), peintre paysagiste
- Andrea Iannone, né en 1989, pilote de vitesse moto

## Patrimoine
- La cité romaine d'Histonium
- Cathédrale San Giuseppe (XIIIe siècle)
- Château Caldoresco (XVe siècle)
- Église Santa Maria Maggiore (Xe siècle)
- Musées du palais d'Avalos (XVe siècle)
- Réserve naturelle régionale Punta Aderci (400 hectares, côte, falaises, dunes, plages)